# یولیان رویس
یولیان رویس (آلمانی: Julian Reus؛ زادهٔ ۲۸ آوریل ۱۹۸۸) دونده دو سرعت اهل آلمان است.
وی در مسابقات کشوری و بین‌المللی در مجموع برندهٔ ۲ مدال نقره، ۲ مدال برنز شده‌است.